# Monnechroma subpulvereum
Monnechroma subpulvereum là một loài bọ cánh cứng trong họ Cerambycidae.